# International Powerlifting Federation
La International Powerlifting Federation (IPF) è la federazione sportiva internazionale che governa lo sport del powerlifting.

## Organizzazioni a cui appartiene
- SportAccord (GAISF)
- International World Games Association (IWGA)